# Mi spendo tutto/Io non vivo senza te
Mi spendo tutto/Io non vivo senza te è il ventesimo 45 giri della cantante pop Raffaella Carrà, pubblicato nel 1981 dall'etichetta discografica CBS Italiana e distribuito dalle Messaggerie Musicali di Milano.

## Il disco
Contiene due brani provenienti dall'album Mi spendo tutto pubblicato lo stesso anno (1981).
I pezzi sono stati rispettivamente utilizzati come sigla iniziale e finale della trasmissione televisiva Millemilioni condotta da Raffaella e andata in onda nella primavera del 1981.
Entrambi i video sono disponibili sul DVD nel cofanetto Raffica Carrà del 2007.
Il 45 giri raggiungerà la 45ª posizione nella classifica settimanale dei dischi più venduti durante il 1981.
Arrangiamenti e direzione d'orchestra di Paolo Ormi.

## Mi spendo tutto
É il brano che dà il titolo all'album pubblicato subito dopo.
- Mi spendo tutto (sigla iniziale di Millemilioni), su dailymotion.com, dailymotion. URL consultato il 22 agosto 2021.

È stato tradotto in spagnolo col titolo Que loca estoy (testo di Luis Gómez Escolar). Questa versione è presente negli album per il mercato estero intitolati Latino e Barbara! corrispondenti a Mi spendo tutto pubblicato in Italia.

## Io non vivo senza te
Intensa ballata romantica, tra le più celebri della cantante. È il lato b del disco.
 Io non vivo senza te (sigla finale di Millemilioni), su YouTube. URL consultato il 22 agosto 2021.
Del brano esiste una versione spagnola intitolata Yo no se vivir sin ti (testo di Luis Gómez Escolar), lato b del singolo Pedro e presente nei citati album Latino e Barbara!.
Nel 1994 la cantante Pamela Petrarolo ne ha inciso una cover per la terza edizione del programma Non è la RAI (93/94), successivamente ripresa nella quarta (94/95). La  cover è stata inserita nell'album omonimo di debutto della cantante.Nel 2018 la stessa Petrarolo ne esegue una nuova versione che viene inserita nel suo terzo album A metà. 

## Tracce
Edizioni musicali Anteprima.
Lato A
1. Mi spendo tutto – 3:33 (testo: Gianni Belfiore – musica: Gianni Boncompagni, Paolo Ormi)

Lato B
1. Io non vivo senza te – 3:27 (testo: Gianni Belfiore – musica: Gianni Boncompagni, Paolo Ormi)

## Classifiche
| Classifica (1981) | Posizione raggiunta |
| ----------------- | ------------------- |
| Italia            | 45                  |